# سیارک ۲۱۸۱۳
سیارک ۲۱۸۱۳ (به انگلیسی: 21813 Danwinegar، نامگذاری:1999TK25) بیست و یک هزار و هشتصد و سیزدهمین سیارک کشف شده‌است که در ۳ اکتبر ۱۹۹۹ کشف شد.
قدر مطلق سیارک برابر ۱۷.۸ است.